# Родина (Псковская область)
Ро́дина — деревня в Псковском районе Псковской области России. Административный центр Завеличенской волости Псковского района.

## География
Расположена на реке Великая к северо-западу от города Пскова, фактически являясь его пригородом. Псков осуществляет с деревней Родина постоянный внутригородской автобусный маршрут (№ 25: Родина — пл. Ленина — Архив).
В деревне Родина расположен Псковский научно-исследовательский институт сельского хозяйства (ПНИИСХ), опытно-производственное хозяйство «Родина», станция агрохимической службы «Псковская», учреждение «Россельхозцентр».

## Население
Один из двух крупнейших сельских населённых пунктов Псковской области с численностью населения (по переписи населения 2010 года) более 3 тысяч жителей (наряду с селом Серёдка), однако данный показатель численности деревни Родина был достигнут благодаря учёту в её составе жителей построенного в 2008—2010 годах городского микрорайона «Родина» с многоэтажными новостройками (улицы Никольская и Владимирская) с расчётной численностью населения 6350 человек, который формально продолжает располагаться на территории Завеличенской волости Псковского района.
| 2001 | 2002  | 2010  | 2014  | 2017  | 2018  | 2021  |
| ---- | ----- | ----- | ----- | ----- | ----- | ----- |
| 2616 | ↘2442 | ↗3382 | ↗5085 | ↗5900 | ↗7098 | ↗7772 |

По переписи 2010 года численность населения деревни составила 3382 жителя, включая жителей городского микрорайона, или 2726 жителей собственно деревни (не включая городской микрорайон «Родина»). В 2017 году в деревне проживало около 2300 жителей, а вместе с городским микрорайоном — около 6 тысяч человек. К 2018 году численность населения деревни Родина с микрорайоном многоэтажной жилой застройки достигла 7098 жителей.

## История
На месте современной деревни Родина располагались деревни Батьковичи (на севере), Замогилье (южнее), сельцо Приутино (на юге: на карте 1863 года значится «С-цо Пріутино»), Конски (на юго-востоке). После революции между Батьковичами и Конски был образован совхоз Диктатура. Решением облисполкома от 29 августа 1961 года (№ 337) населённый пункт был переименован в деревню Родина, в пользу которой тогда же (29 августа 1961 года) была упразднена и деревня Батьковичи. Деревня Конски (Конско) слилась с деревней Родина 7 февраля 1977 года.

## Галерея
- Начало д.Родина с юга
- Памятник ОПХ Родина (у Рижского шоссе) и дорога на д. Родина
- Дорога на Родину. Перекрёсток с дорогой в Борисовичи (направо)
- Администрация Завеличенской волости
- Администрация Завеличенской волости
- Дом культуры
- Псковский НИИ сельского хозяйства
- ПНИИСХ. Памятная доска профессору Слинину А.А.
- Микрорайон «Родина»
- Микрорайон «Родина»
- Детсад на ул. Никольской 6. Микрорайон «Родина»
- Микрорайон «Родина» на фоне восточных окраин бывшей деревни-микрорайона Крёстки